# Hipposideros grandis
Hipposideros grandis is een zoogdier uit de familie van de bladneusvleermuizen van de Oude Wereld (Hipposideridae). De wetenschappelijke naam van de soort werd voor het eerst geldig gepubliceerd door G.M. Allen in 1936.

## Voorkomen
De soort komt voor in Birma, China, Thailand en Vietnam.